# Coupe de France 2000/01
Der Wettbewerb um die Coupe de France in der Saison 2000/01 war die 84. Ausspielung des französischen Fußballpokals für Männermannschaften. In diesem Jahr meldeten 6.375 Vereine, darunter auch solche aus den überseeischen Besitzungen Frankreichs.
Titelverteidiger FC Nantes kam diesmal erneut bis ins Halbfinale, wo er am späteren Gewinner der Trophäe, dem Racing Club de Strasbourg, scheiterte. Die Elsässer waren damit bei ihrer sechsten Endspielteilnahme zum dritten Mal nach 1951 und 1966 erfolgreich. Letztmals hatte Racing 1995 im Finale gestanden. Endspielgegner Amiens Sporting Club, ein Drittligist – wenngleich mit langer Pokaltradition als AC Amiens –, war erstmals in seiner Vereinshistorie so weit vorgedrungen.
Mit SC Amiens, Grenoble Foot und Stade Reims standen im Viertelfinale noch drei Mannschaften aus der semiprofessionellen dritten Division den verbliebenen fünf Erstligisten gegenüber. Die letzten drei Zweitdivisionäre hingegen waren ebenso bereits im Achtelfinale ausgeschieden wie die letzten drei reinen Amateurteams (OC Vannes und Vendée Fontenay Foot aus der höchsten Amateurklasse sowie mit FA Carcassonne Villalbe sogar eine Mannschaft aus dem fünftklassigen Championnat de France Amateurs 2).
Nach den von den regionalen Untergliederungen des Landesverbands FFF organisierten Qualifikationsrunden griffen ab der Runde der letzten 64 Mannschaften auch die 18 Erstdivisionäre in den Wettbewerb ein. Die Paarungen und das Heimrecht wurden für jede Runde frei ausgelost; allerdings durften diejenigen Vereine ihre Partie automatisch vor eigenem Publikum austragen, die gegen einen mindestens zwei Klassen höher spielenden Gegner antraten. Gelegentlich verzichteten jedoch insbesondere Amateurteams gegen Bezahlung auf dieses Recht. Bei unentschiedenem Spielstand nach Verlängerung kam es zu einem Elfmeterschießen.

## Zweiunddreißigstelfinale
Spiele zwischen 19. und 21. Januar 2001. Die Vereine der beiden professionellen Ligen sind mit D1 bzw. D2 bezeichnet, diejenigen der semiprofessionellen dritten Division mit D3; die landesweiten Amateurspielklassen firmieren als CFA und CFA2, die höchsten regionalen Amateurligen (sechst- bis achthöchste Spielklasse) als DH, DHR bzw. PH („Division d’Honneur“, „Division d’Honneur Régionale“ bzw. „Promotion d’Honneur“).
| - CSO Amnéville DH – US Boulogne D2 0:4 - Stade Rennes D1 – EA Guingamp D1 2:1 - AJ Auxerre D1 – OSC Lille D1 1:0 - FC Annonay DHR – SC Bastia D1 0:3 - Calais RUFC CFA – CS Sedan D1 1:3 - FC Bayeux DH – OC Vannes CFA 0:2 - UES Montmorillon PH – FC Sens DH 1:2 - FC Sète CFA – AS Cannes D2 2:1 - ASOA Valence D3 – AS Monaco D1 1:0 - Olympique Lyon D1 – SM Caen D2 3:2 - UC Le Mans D2 – AC Ajaccio D2 1:0 - Stade Laval D2 – SCO Angers D2 0:1 - VEF Pacy D3 – FC Nantes D1 0:9 - FC Dieppe CFA – FC Metz D1 1:2 - AS Nancy D2 – RC Strasbourg D1 1:2 - Vandoeuvre PH – SC Levallois CFA 1:2 | - Olympique Marcq PH – ES Wasquehal D2 0:2 - US Issoire DHR – Girondins Bordeaux D1 0:5 - Lambres-lès-Douai PH – SC Amiens D3 0:2 - FC Libourne-Saint-Seurin CFA – Grenoble Foot D3 2:2 n. V. (3:4 i. E.) - ES Thaon DH – Olympique Marseille D1 0:4 - SO Cholet CFA2 – La Roche VF D3 0:0 n. V. (5:6 i. E.) - Thouars Foot D3 – Paris Saint-Germain D1 0:2 n. V. - RC Lens D1 – ES Troyes AC D1 2:2 n. V. (3:5 i. E.) - US Saint-Omer CFA2 – AS Cherbourg CFA 1:0 - LB Châteauroux D2 – FC Toulouse D1 0:0 n. V. (10:9 i. E.) - Gazélec FCO Ajaccio D3 – AS Saint-Étienne D1 2:3 n. V. - Clermont Foot D3 – FC Sochaux D2 2:2 n. V. (5:4 i. E.) - FC Chalon CFA2 – Stade Reims D3 1:1 n. V. (1:4 i. E.) - US Concarneau CFA2 – Vendée Fontenay Foot CFA 1:2 - FC Montceau DH – US Saint-Georges-les-Ancizes CFA2 0:1 - Gallia Club Lunel CFA2 – FA Carcassonne Villalbe CFA2 0:2 |

## Sechzehntelfinale
Spiele zwischen 9. und 11. Februar 2001
| - FA Carcassonne Villalbe CFA2 – FC Sète CFA 2:1 - OC Vannes CFA – US Saint-Georges-les-Ancizes CFA2 1:0 - FC Sens DH – ES Troyes AC D1 1:3 - ASOA Valence D3 – US Boulogne D2 3:2 n. V. - Olympique Lyon D1 – AS Saint-Étienne D1 1:1 n. V. (4:3 i. E.) - SCO Angers D2 – Stade Reims D3 0:0 n. V. (8:9 i. E.) - US Saint-Omer CFA2 – Grenoble Foot D3 0:2 n. V. - LB Châteauroux D2 – Olympique Marseille D1 1:0 | - SC Amiens D3 – Stade Rennes D1 3:1 - La Roche VF D3 – UC Le Mans D2 1:3 n. V. - Paris Saint-Germain D1 – AJ Auxerre D1 0:4 - SC Levallois CFA – ES Wasquehal D2 0:1 - Girondins Bordeaux D1 – FC Nantes D1 0:1 - Clermont Foot D3 – RC Strasbourg D1 0:1 - Vendée Fontenay Foot CFA – CS Sedan D1 1:0 - SC Bastia D1 – FC Metz D1 4:1 |

## Achtelfinale
Spiele am 9./10. März 2001
| - Stade Reims D3 – SC Bastia D1 1:0 - OC Vannes CFA – AJ Auxerre D1 1:2 - LB Châteauroux D2 – Grenoble Foot D3 0:2 - ASOA Valence D3 – RC Strasbourg D1 0:2 | - FA Carcassonne Villalbe CFA2 – FC Nantes D1 0:3 - SC Amiens D3 – UC Le Mans D2 0:0 n. V. (4:2 i. E.) - Vendée Fontenay Foot CFA – Olympique Lyon D1 2:2 n. V. (4:5 i. E.) - ES Troyes AC D1 – ES Wasquehal D2 1:0 |

## Viertelfinale
Spiele zwischen 30. März und 1. April 2001
| - Grenoble Foot D3 – ES Troyes AC D1 2:4 n. V. - RC Strasbourg D1 – Olympique Lyon D1 3:0 | - FC Nantes D1 – AJ Auxerre D1 4:1 n. V. - SC Amiens D3 – Stade Reims D3 1:0 |

## Halbfinale
Spiele am 20. bzw. 21. April 2001
| - RC Strasbourg D1 – FC Nantes D1 4:1 | - SC Amiens D3 – ES Troyes AC D1 0:0 n. V. (4:2 i. E.) |

## Finale
Spiel am 26. Mai 2001 im Stade de France von Saint-Denis vor 78.586 Zuschauern
- RC Strasbourg – SC Amiens 0:0 n. V., 5:4 i. E.

### Mannschaftsaufstellungen
RC Strasbourg: José Luis Chilavert – Habib Beye, Yannick Fischer, Valérien Ismaël, Teddy Bertin, Pierre Njanka – Pascal Camadini (Danijel Ljuboja, 104.), Corentin Martins , Gharib Amzine (Jacques Rémy, 55.) – Pascal Johansen, Péguy Luyindula
Trainer: Yvon Pouliquen
SC Amiens: Julien Lachuer – Ludovic Leroy, Jean-Paul Abalo, Laurent Strzelczak , Arnaud Lebrun – Emerick Darbelet, Oscar Ewolo, Emmanuel Duchemin, Emmanuel Coquelet (Xavier Chalier, 76.) – Claude-Arnaud Rivenet (Lakhdar Adjali, 102.), Peter Sampil
Trainer: Denis Troch
Schiedsrichter: Laurent Duhamel (Rouen)

### Tore
keine
Strafstoßschießen
0:1 Sampil, 1:1 Bertin

1:2 Darbelet, 2:2 Rémy

2:3 Chalier, 3:3 Luyindula

Abalo verschossen, 4:3 Ismaël

4:4 Strzelczak, 5:4 Chilavert

### Besondere Vorkommnisse
Auch nach Verlängerung torlose Endspiele gab es bis dahin nur einmal, nämlich 1963. Dieses Finale von 2001 war das vierte nach 1982, 1988 und 1997, das ein Elfmeterschießen erforderte. Darin wehrte in dieser Saison Torhüter Chilavert zunächst Abalos Strafstoß ab, anschließend verwandelte er Strasbourgs fünften Entscheidungsschuss selbst.
Der SC Amiens war erst die vierte Mannschaft ohne Profistatus, die seit Einführung des Berufsfußballs in Frankreich (1932) ein Finale um die Coupe de France erreichte; vorher gelang dies Racing Roubaix (1933, als Zweit-), Olympique Nîmes (1996, als Dritt-) und Calais RUFC (2000, als Viertligist).
Am Ende dieser Saison stieg Amiens in die Division 2 auf – in die sein Gegner Strasbourg gleichzeitig absteigen musste.